# Letnie Mistrzostwa Polski w Skokach Narciarskich 2002
7. Letnie Mistrzostwa Polski w Skokach Narciarskich – zawody o mistrzostwo Polski w skokach narciarskich na igelicie, które odbyły się 29 września 2002 roku na Średniej Krokwi w Zakopanem.
W konkursie o mistrzostwo Polski zwyciężył Marcin Bachleda, srebrny medal zdobył Wojciech Skupień, a brązowy - Tomasz Pochwała.
Z powodu kontuzji kolana, w mistrzostwach Polski nie wziął udziału Adam Małysz.

## Wyniki konkursu
| Miejsce | Zawodnik             | Klub                 | Skok 1 | Skok 2 | Punkty |
| ------- | -------------------- | -------------------- | ------ | ------ | ------ |
| 1.      | Marcin Bachleda      | WKS Zakopane         | 86,0   | 92,5   | 244,0  |
| 2.      | Wojciech Skupień     | WKS Zakopane         | 85,0   | 90,0   | 242,0  |
| 3.      | Tomasz Pochwała      | TS Wisła Zakopane    | 84,0   | 88,0   | 237,5  |
| 4.      | Łukasz Kruczek       | AZS AWF Katowice     | 84,0   | 87,5   | 235,5  |
| 5.      | Krystian Długopolski | TS Wisła Zakopane    | 82,0   | 88,0   | 231,5  |
| 6.      | Rafał Śliż           | KS Wisła Ustronianka | 83,5   | 85,5   | 229,5  |
| 7.      | Robert Mateja        | TS Wisła Zakopane    | 80,5   | 88,0   | 228,5  |
| 8.      | Tomisław Tajner      | KS Wisła Ustronianka | 79,0   | 86,0   | 219,0  |
| 9.      | Grzegorz Sobczyk     | WKS Zakopane         | 81,0   | 84,0   | 217,5  |
| 10.     | Grzegorz Śliwka      | KS Wisła Ustronianka | 79,5   | 84,0   | 215,5  |

W konkursie wzięło udział 50 zawodników.